# سفارت اوکراین در یونان
سفارت اوکراین در یونان (به لاتین: Embassy of Ukraine in Greece) نمایندگی دیپلماتیک اوکراین در آتن، یونان است که در Filothei-Psychiko Municipality واقع شده‌است.

## تاریخچه
یونان استقلال اوکراین را در ۳۱ دسامبر ۱۹۹۱ به رسمیت شناخت. روابط دیپلماتیک بین دو کشور در ۲۶ ژانویه ۱۹۹۲ برقرار شد.در ماه مه ۱۹۹۲، اوکراین یک کنسولگری افتخاری در جمهوری یونان افتتاح کرد. سفارت اوکراین در آتن در ژوئن ۱۹۹۳ افتتاح شد.